# Life Is Strange: True Colors
Life Is Strange: True Colors (дословно с англ. — «Жизнь — странная штука: Настоящие цвета») — компьютерная игра в жанре графической приключенческой игры с элементами интерактивного кино, разработанная американской студией Deck Nine и выпущенная японским издателем Square Enix. Является пятой игрой в серии после Life Is Strange 2. Сюжетная линия True Colors напрямую не связана с предыдущими частями серии, однако в игре присутствуют неоднократные отсылки на них. Выход состоялся 10 сентября 2021 года для стационарных игровых консолей PlayStation 4, PlayStation 5, Xbox Series X/S, PC-совместимых компьютеров под управлением операционной системы Windows и на облачном сервисе Google Stadia. Позже, 7 декабря 2021 года, состоялся релиз на гибридную консоль Nintendo Switch через цифровую дистрибуцию; выход физического издания запланирован на 25 февраля 2022 года. Российским дистрибьютором проекта выступила компания «СофтКлаб», локализации подвергся только текст игры.
Действие True Colors происходит в вымышленном городке Хейвен-Спрингс, находящемся в штате Колорадо, США. Главной героиней игры является Алекс Чэнь, — юная девушка 21 года — прибывшая в город чтобы воссоединиться со своим давно потерянным старшим братом, Гэйбом Чэнем, с которым она была разлучена ещё в детстве. Вследствие пережитых сильных переживаний Алекс открывает в себе способности к сверхэмпатии — возможности читать мысли и чувствовать сильные эмоции находящихся по близости людей. После воссоединения брата и сестры, Гэйб вскоре погибает прямо на глазах у Алекс. Подозревая, что к гибели брата может быть причастна «Тайфун Майнинг», горнодобывающая компания и градообразующее предприятие Хейвен-Спрингс, Алекс решает воспользоваться своими сверхъестественными способностями, чтобы вывести «Тайфун» на чистую воду. Игровой процесс True Colors во многом повторяет таковой у предыдущих частей серии, однако теперь акцент делается на способности Алекс считывать эмоции окружающих.

## Сюжет
Действие начинается почти через 2 года после финала второго сезона.
В апреле 2019 года 21-летняя американка азиатского происхождения Алекс Чэнь едет на встречу к своему старшему брату Гейбу, чтобы воссоединиться с ним после 8 лет разлуки. В 2007 году Алекс и Гейб жили со своими родителями в Портленде, но тут их мать Венди умерла от рака, а спустя год их отец Джон, потерявший перед этим работу и оказавшийся не способен содержать семью, отдал их под опеку государства. Спустя ещё год Гейб попадает в тюрьму для несовершеннолетних за угон машины и примерно в то же время Алекс обнаруживает у себя необычный дар в виде психической эмпатии, которая позволяет ей читать эмоции других людей (для неё они проецируются как цветные ауры, по цвету которых она определяет, что эти люди чувствуют в данный момент). Однако этот дар приводит к психической нестабильности Алекс, из-за чего в последующие 8 лет она кочует по приёмным семьям и сиротским приютам.
Незадолго до её совершеннолетия Гейб разыскал Алекс и пригласил её отправиться к нему в расположенный в глуши штата Колорадо маленький шахтёрский городок Хэйвен-Спрингс, куда Гейба в своё время привели поиски их отца (но не сумев его там найти Гейб в конечном итоге остался в городе и работает в местном баре). Брат и сестра счастливо воссоединяются, но в тот же день Гейб погибает во время взрыва на местной шахте «Тайфон». Не веря, что его смерть была результатом несчастного случая, Алекс, используя свой дар, начинает собственное расследование и в итоге обнаруживает, что город хранит множество мрачных секретов из прошлого (в том числе, и тайну судьбы её отца).

### Эпизод 1 — «Сторона А»
Действие происходит 28 апреля 2019 года. Алекс приезжает в Хэйвен-Спрингс и, воссоединившись с братом, попутно знакомится и с самим городом, чьим основным промыслом является добыча урана на шахте «Тайфон». Алекс узнаёт, что её брат состоит в отношениях с владелицей магазина марихуаны «Серебряный дракон» Шарлоттой Хармон, чей 10-летний сын, Итан Ламберт, сразу привязывается к Алекс и даже дарит ей свой собственноручный комикс в жанре фентези и рассказывает, что сегодня собирается пойти исследовать заброшенные шахты здесь же неподалёку в горах.
Гейб приводит сестру в бар «Чёрный фонарь», в котором он работает, и над которым расположена его квартира-студия. Баром управляет местная знаменитость Джед Лукан — в прошлом шахтёр, который в 2008 году вывел наружу свою команду, когда их шахту начало затапливать. После этого руководство «Тайфон» закрыло этот участок, а Джед на своей популярности заработал достаточно денег, чтобы оставить шахтёрскую работу и купить бар.
Гейб приводит Алекс в свою квартиру, в которой он разрешает ей жить, поскольку сам теперь проводит свободное время у Шарлотты. В какой-то момент в квартиру вваливается менеджер по безопасности «Тайфона» Мак Лаудон и набрасывается на Гейба с кулаками — ему кажется, что его девушка, продавщица из магазина цветов, Райли Лити, крутит роман с Гейбом за его спиной, хотя сама Райли утверждает, что Гейб только помогает ей готовиться к поступлению в университет. К своему ужасу Алекс видит вокруг Мака яркую красную ауру, после чего начинает сама испытывать неконтролируемый гнев и тоже с кулаками налетает на Мака, разбив ему в кровь лицо, и достаётся даже Гейбу, когда он пытается её оттащить от Мака.
Позже Гейб вызывает её на откровенный разговор. Алекс извиняется за случившееся и может признаться в своём даре: если человек рядом с ней очень остро испытывает страх, печаль или гнев, то Алекс аналогично начинает их испытывать сама. Причём каждая эмоция имеет ауру соответствующего цвета (гнев — красная, печаль — синяя, страх — фиолетовая). Хотя Алекс считает свой дар проклятием, Гейб, напротив, может сказать, что этот дар её уникальность. Тут к ним подходит сын Джеда, Райан (смотритель парка), и говорит, что пропал Итан Ламберт. Троица отправляется искать его на том заброшенном участке шахты, где отличился Джед.
Прибыв туда Гейб связывается c командой взрывников (так как именно в этот вечер «Тайфон» собирается провести в этой местности серию взрывов, чтобы расчистить места для новых выработок) с просьбой отложить работу. Используя комикс Итана Алекс очень скоро удаётся узнать куда именно он пошёл. Они находят его на выступе в стене оврага на противоположной от них стороне. Через овраг перекинут ствол дерева, по которому Итан хотел перелезть на другую сторону, но конец дерева сорвался с края обрыва. И хотя теперь этот конец лежит на том самом выступе, где находится Итан, само дерево очень хлипко и Итан боится идти по нему. Принимается решение, что по бревну пойдёт Алекс как самая лёгкая. Её обвязывают страховочным канатом, другой конец которого Гейб привязывает к себе.
Добравшись до Итана Алекс видит, что он очень напуган, и поэтому решает пропустить через себя его страх. Но когда она это делает, то с ужасом обнаруживает, что теперь видит всё вокруг глазами Итана: тому кажется, что на дне оврага находится выдуманное им чудовище. Сумев побороть страх Алекс удаётся уговорить Итана пойти с ней и они благополучно переходят овраг. Но тут в горах раздаётся взрыв и начинается камнепад. Один из камней сшибает Гейба в овраг, а поскольку они всё ещё связаны канатом, то он тянет за собой Алекс. К её ужасу Райан, не сумев затормозить её скольжение до того, как их накроют другие камни, выхватывает нож и обрубает канат.

### Эпизод 2 — «Фонари»
Действие происходит 1 мая. Алекс продолжает жить в квартире брата с разрешения Джеда. Эпизод начинается с того, что утром в «Чёрный фонарь» проводят поминки по Гейбу. Райан в открытую обвиняет Мака в смерти Гейба, потому что в тот вечер только он мог принять звонок от него. Мак, как и компания «Тайфон», настаивает, что звонка не было. Алекс видит, что вокруг Мака появляется синяя аура, и понимает что он врёт.
Она решает поговорить с ним и, на пути к нему, заходит к Шарлотте, которая показывает, что «Тайфон» прислал ей извещение с просьбой подписать отказ от каких-либо претензий к компании, а взамен Шарлотта должна будет получить большую денежную компенсацию. Параллельно она встречает Райли, которая признаётся ей, что Мак уговаривал её сбежать из города после смерти Гейба.
Алекс удаётся-таки разговорить Мака и, пропустив через себя его страх, она узнаёт, что он действительно получал звонок от её брата и сообщил о нём в соответствующие инстанции, но информация почему-то была проигнорирована, а после случившегося «Тайфон» стала давить на него, требуя, чтобы он молчал о звонке. Алекс идёт к Райану, чтобы поделиться этой информацией, и находит его у того самого оврага, где погиб Гейб. Райан, будучи в сильном гневе, корит себя за смерть Гейба, но Алекс удаётся его успокоить.
Когда Райан спрашивает её, откуда она узнала озвученную ею ему информацию, Алекс признаётся в своём даре. Для наглядной демонстрации она просит Райана испытать какую-нибудь эмоцию (страх, печаль или гнев), но, независимо от выбора, Райан постепенно начнёт вспоминать веселящую его историю о том, как они с Гейбом когда-то задавили на дороге канадского гуся и тайком захоронили его в лесу. Пока Райан смеётся, Алекс с удивлением видит вокруг него ауру тёплого золотистого цвета, какую она ещё никогда не видела, и понимает, что это аура радости.
Поскольку утренние поминки сорвались из-за стычки между Райаном и Маком, Джед решает вечером провести повторные на городском мосту. Там Алекс, которая молчала во время утренних, решает наконец сказать своё слово о брате и рассказывает, что когда она обсуждала с Гейбом вероятность того, что она не приживётся в Хэйвен-Спрингсе, то Гейб сказал ей, что место, которое человек сможет назвать своим домом, это не то, которое он найдёт, а то, которое он создаст сам. После этого Алекс запускает в воздух воздушный фонарик и видит как все присутствующие начинают светиться золотистыми аурами. Все, кроме одного — технического менеджера «Тайфона» Дианы Джейкобс, которая почему-то испытывает страх.

### Эпизод 3 — «Монстр или cмертный»
Действие происходит 25 мая. Алекс полностью осваивается в городе и на новой работе, и одновременно сближается с Райаном и местным радио-диджеем Стефани Гингрич. С помощью них Алекс удаётся стащить у Дианы флешку, на которой, судя по эмоциям Дианы, содержится очень важная информация, связанная со смертью Гейба. При этом, пропустив через себя эмоции Дианы Алекс понимает, что на Диану аналогично давит «Тайфон».
Поскольку флешка запаролена, то её отдают на взлом Райли. Далее большую часть эпизода Алекс участвует вместе с Итаном в ролевой игре живого действия, которая охватывает почти весь город. После смерти Гейба, Итан корит себя, и Стефани, которая иногда устраивает в городе тематические вечеринки, которые очень нравятся мальчику, решает устроить для него целую игру, к которой подключаются и некоторые жители. В ней Итан в образе рыцаря Тэйнора и Алекс в роли сопровождающего его барда сражаются с троллями, змеями и волками, попутно разыскивая драгоценные камни для меча, с помощью которого Тэйнор в финале сражается королём Тэйбором, который в начале игры отправляет Тэйнора на их поиск, потому что на самом деле хочет забрать камни себе. Как проходит вся игра, зависит от действий игрока.
После игры она приходит домой, где её ждут Райан и Стефани со взломанной флешкой. На флешке обнаруживается аудио-запись звонка Гейба, которая подтверждает, что Мак принял его звонок и передал дальше. Также обнаруживаются записи других звонков Дианы с её начальницей Линой Кларк и генеральным директором «Тайфона» Деннисом Уокером, из которых выясняется, что тот взрыв был лишь прикрытием, чтобы местные жители не услышали другой. Обнаруживается, что другой взрыв был устроен на той самой шахте, на которой в 2008 году отличился Джед. После того, как обнаруживаются документы о том, что на этой самой шахте через несколько месяцев должна будет пройти проверка, Алекс приходит к неутешительному выводу, что этот взрыв был устроен ради того, чтобы «что-то похоронить».

### Эпизод 4 — «Вспышка»
Действие происходит вечером того же 25 мая. В Хэйвен-Спрингсе празднуют Весенний фестиваль, в то время как Алекс договаривается о встрече с местным помощником шерифа Джейсоном Пайком, чтобы отдать ему материалы с флешки Дианы. На фестивале Алекс должна решить, кому она может подарить цветок в знак любви: Стефани или Райану — это может стать началом романтических отношений с этими персонажами.
После фестиваля она встречается с Джейсоном, который неожиданно просит её пройти в полицейский участок, где сообщает неприятную правду: Диана обвиняет её в краже флешки, а потому что бы Алекс там не нашла, ни один суд не примет такие доказательства. Затем он показывает, что дело уже закрыто, и что «Тайфон» организовал слежку за Алекс, Райаном и Стефани и вообще считает их потенциально вредными. Джейсон признаёт, что «Тайфон» ведёт нечестную игру, но, как и Мак, он напуган. Он предлагает Алекс подписать под присягой письменный отказ от каких-либо обвинений против «Тайфона», потому что в противном случае её обвинят в краже. Алекс может либо подписать отказ, либо забрать у Джейсона его страх и ничего не подписывать.
Алекс возвращается в «Чёрный фонарь», где с горя рассказывает всё Джеду о заговоре «Тайфона» и их ответственности за смерть Гейба. Неожиданно тот говорит, что он знает, что «Тайфон» хочет скрыть в той шахте, и не только скажет, но и покажет. Он отводит Алекс к одному из старых колодцев той шахты и говорит, что то, что она ищет, находится там внизу. Когда Алекс склоняется над колодцем, она неожиданно слышит звук затвора и, обернувшись, с ужасом видит, как Джед направляет на неё пистолет. Джед раскрывает, что тогда, в 2008 году, он совершил непоправимую ошибку, и что это он является вдохновителем всей той операции, что затеяла «Тайфон» — всё это было сделано для того, чтобы скрыть его тайну и защитить его семью. Он так же сообщает, что слежка за Алекс была организована тоже с его подачи, потому что он надеялся, что когда Алекс увидит эти документы, то испугается и откажется от своей сыскной деятельности.
Не в силах отговорить Джеда, Алекс встаёт ему навстречу, заставляя его нажать на спусковой крючок. Хотя пуля только наносит скользящее ранение по щеке Алекс, она оступается и падает в колодец.

### Эпизод 5 — «Сторона B»
После краткой галлюцинации, где она видит себя на сеансе у психолога (с этого начинается игра), Алекс приходит в себя и обнаруживает, что висит на балке. Она пытается дотянуться до боковой лестницы в стене шахты, но балка переламывается и Алекс летит дальше.
Далее следует другая галлюцинация, где она видит Гейба, вместе с которым она путешествует по своим воспоминания из прошлого, раскрывающих её биографию. В 2007 году их мать Венди умерла от рака, после чего для семьи Чэнь (которая и до этого не была финансово стабильной) настали трудные времена. Их отец Джон неоднократно теряет работу по каким-либо причинам, что обостряет его отношения с Гейбом. Однажды во время одной их стычки Алекс пытается разнять их и Джон случайно бьёт её локтем в лицо. После этого Джон говорит, что отдаёт их под опеку государства, потому что считает, что там о них будут лучше заботиться, чем он, после чего уходит, забрав напоследок медальон их матери, в котором находятся детские фотографии брата и сестры. После этого Алекс оказывается в приюте, где у неё и начал развиваться её дар, но Алекс, будучи не способной тогда владеть им как следует, стала психически нестабильной, что перечеркнуло все шансы попасть в приёмную семью.
Алекс приходит в себя на дне колодца, чудом пережив падение. Она находит масляную лампу, зажигает её и какое-то время идёт с ней по туннелю, но когда она входит в более крупный туннель, то лампа гаснет. Сумев успокоить себя Алекс решает использовать свой дар и неожиданно видит одну сплошную красную ауру, исходящую от стен туннеля, которая приводит её к большому завалу. Прикоснувшись к ментальным отпечаткам Алекс наконец узнаёт истинную правду. Тогда, в 2008 году, Джед возглавлял команду шахтёров, которые искали новую выработку, и решил начать бурение там, где была влажная почва, что было небезопасно. В итоге начался потоп и семеро шахтёров из команды Джеда не смогли выбраться, потому что произошёл обвал, который отрезал их, а Джед, испугавшись, предпочёл не спасать их. Затем Алекс замечает ещё одну красную ауру и обнаруживает, что это медальон её матери, после чего узнаёт, что среди погибших был её отец (раннее в игре Алекс узнаёт, что Гейба в Хэйвен-Спрингс привели поиски Джона, но он так и не смог выяснить его судьбу). Алекс удаётся пробраться через завал и в конце концов она находит выход из шахты, где уже утро. Заметив на воротах табличку, посвященную Джеду за его ложный героизм, она срывает её и направляется в город.
В «Черном фонаре» Джед и Диана организовали встречу с некоторыми популярными жителями города (в их числе Стефани, Райан, Джейсон и Шарлотта), чтобы убедить их проголосовать за поддержку «Тайфона». В разгар всего этого внутрь заходит запачканная, хромающая и с кровавыми ссадинами Алекс и рассказывает всем правду о том, что на самом деле произошло на шахте: терзаемый чувством вины от своей трусости Джед заключил секретную сделку с «Тайфон», чтобы скрыть произошедшее, и закрыл шахту, чтобы никто не узнал правду, а также солгал горожанам, что он спас своих людей от наводнения, за что был ложно провозглашён героем.
Джед и Диана пытаются защититься, отвергая ее заявления как чепуху, и пытаются выставить всё так, будто Алекс, не желая мириться со смертью брата, сама полезла в шахту и покалечилась. В зависимости от того, какие отношения сложились у Алекс с другими присутствующими персонажами, каждый из них может поддержать её, а может и не поддержать. Стефани поддержит Алекс в любом случае, в то время как Райан поддержит её в случае, если большинство присутствующих поддержат Алекс. Постепенно между присутствующими начнётся словесная перепалка, которая прекратиться, когда Алекс пропустит через себя душевное состояние Джеда. Здесь Алекс произносит монолог, в котором приходит к выводу, что понимает мотивы поступка Джеда, как и его чувство вины за содеянное, и что ему пришлось из-за этого лгать всем, чтобы избежать неприятностей с общественностью. Алекс завершает свой монолог выбором сказать Джеду, что прощает его, или что презирает его. Независимо от этого, доведённый до отчаяния Джед психически ломается и у него начинается истерика.

### Финал
Спустя пару дней почти выздоровевшая Алекс продолжает жить в квартире брата. Джед и Диана арестованы и дают показания, «Чёрный фонарь» временно закрыт, а деятельность «Тайфон» прекращена. Она приходит на крышу, где в своём воображении видит Гейба. Алекс спрашивает у него, что ей дальше делать, на что Гейб описывает ей, что будет в Хэйвен-Спрингсе, если она останется: последующий видеоряд зависит от прошлых действий игрока (в том числе и романтические отношения Алекс или же их отсутствие) и сходится лишь в том, что постепенно из «Чёрного фонаря» исчезнут все вещи, напоминающие людям о «Тайфоне», Джеде и Гейбе, и поэтому даже вся эта история со временем порастёт былью.
- Если Алекс решит остаться в городе, то в финале она сидит на причале и любуется вечерним закатом, после чего встаёт и уходит в сторону города.
- Если Алекс решит отправиться путешествовать, то она садится на автобус (либо одна, либо с Райаном/Стефани). Количество провожающих её людей зависит от того, какие отношения у неё с ними сложатся. Далее Алекс выходит на сцену перед большой аудиторией, готовясь выступить со своей песней под гитару.

### Персонажи
- Алекс Чэнь (англ. Alex Chen) — главная протагонистка игры, молодая девушка 21 года. Долгое время она и брат находились в детском приюте: их мать погибла от рака, а отец, не сумев отойти от горя, отказывается от опеки над детьми и покидает Алекса и Гейба.
- Гейб Чэнь (англ. Gabe Chen) — старший брат Алекс. Выбравшись из приюта решает начать поиски своей сестры и отца и в какой-то момент оседает в городке Хейвен-Спрингс, где начинает работать барменом в местном баре «Чёрный фонарь».
- Стефани «Стеф» Гингрич (англ. Stephanie "Steph" Gingrich) — диджей и ведущая местной радиостанции, по совместительству владелица магазина виниловых пластинок. Впервые появляется в Life Is Strange: Before The Storm, являющейся приквелом к первой игре серии.
- Райан Лукан (англ. Ryan Lucan) — смотритель местного парка и орнитолог. Является лучшим другом Гейба и Стеф, часто подменял последнюю по работе в её магазине.
- Джед Лукан (англ. Jed Lucan) — отец Райана и владелец бара «Чёрный фонарь». Становится для Гейба чем-то вроде отцовской фигуры и позволяет молодому человеку поселиться на втором этаже «Чёрного фонаря».

## Разработка
18 августа 2021 года на YouTube вышел ролик, демонстрирующий игровой процесс.

## Релиз
Life is Strange: True Colors была выпущена 10 сентября 2021 года на игровых консолях восьмого и девятого поколений PlayStation 4, PlayStation 5, Xbox One и Xbox Series X/S, а также на персональных компьютерах под управлением операционной системы Microsoft Windows и на облачном сервисе Google Stadia. Почти три месяца спустя, 7 декабря 2021 года, состоялся выход игры на гибридную консоль Nintendo Switch через сервис цифровой дистрибуции Nintendo eShop; релиз физического издания запланирован на 25 февраля 2022 года.
В России дистрибьютором Life is Strange: True Colors выступила компания «СофтКлаб». Изначально в «СофтКлаб» задумывались о полном переводе игры, включавшим в себя дубляж, однако в результате было решено ограничиться локализацией текста, в том числе с добавлением русских субтитров. Локализация «СофтКлаба», как и дистрибуция игры компанией, выполнялась для платформ PlayStation 4, PlayStation 5, Xbox One, Xbox Series X/S. При переводе текстов с английского на русский вся ненормативная лексика была заменена на эвфемизмы.

## Музыкальное сопровождение

### Производство

Обложка музыкального альбома Mechanical Bull американской рок-группы Kings of Leon. Альбом стал важной частью сюжетной линии True Colors и неоднократно появляется на протяжении всей игры

Как и в предыдущих играх серии, музыка стала одним из основополагающих элементов True Colors, на который разработчики особо заостряли внимание. Условно саундтрек можно разделить на три категории: оригинальные композиции, записанные фолк-дуэтом Angus & Julia Stone и певицей mxmtoon; лицензионные треки, среди которых главная тема True Colors «Haven» (рус. Гавань) написанная мультиинструменталистом выступающим под псевдонимом Novo Amor, и треки вымышленных групп, появляющиеся на протяжении игры в музыкальном автомате бара «Чёрный фонарь», радио Стэф «KRCT» и других местах.

### Выпуск
Официальная музыка к игре была выпущена в рамках двух альбомов: так, весь оригинальный саундтрек в составе 12 песен, записанный Angus & Julia Stone, вошёл в альбом Life Is Strange, вышедший 20 августа 2021 года; Песни исполненные mxmtoon вошли в состав мини-альбома true colors (life is strange), выход которого состоялся 6 сентября 2021.

## Восприятие
| Сводный рейтинг       | Сводный рейтинг                                 |
| Агрегатор             | Оценка                                          |
| --------------------- | ----------------------------------------------- |
| Metacritic            | PC: 82/100 PS4: 84/100 PS5: 81/100 XSXS: 84/100 |
| «Критиканство»        | 77/100                                          |
| Иноязычные издания    |                                                 |
| Издание               | Оценка                                          |
| CGM                   | 9,5/10                                          |
| Destructoid           | 9/10                                            |
| EGM                   | [ 12 ]                                          |
| Eurogamer             | Рекомендуется                                   |
| Game Informer         | 8,5/10                                          |
| GameSpot              | 7/10                                            |
| GamesRadar+           | [ 16 ]                                          |
| IGN                   | 9/10                                            |
| PCGamesN              | 8/10                                            |
| PC Gamer (US)         | 86/100                                          |
| Push Square           | [ 20 ]                                          |
| Shacknews             | 8/10                                            |
| The Guardian          | [ 22 ]                                          |
| Русскоязычные издания |                                                 |
| Издание               | Оценка                                          |
| 3DNews                | 9/10                                            |
| «Игромания»           | 3/5                                             |
| «Игры Mail.ru»        | 8/10                                            |
| «Канобу»              | 9/10                                            |
| GameMag.ru            | 7/10                                            |
| ITC.ua                | 4,5/5                                           |

### Списки и рейтинги
Life is Strange: True Colors получила в целом положительные оценки от игровых журналистов. Рейтинг вариации игры для консоли PlayStation 4 на агрегаторе Metacritic составил 82 балла из возможных 100 на основе 15 рецензий, 13 из которых были положительными, 2 — смешанными. Чуть более низкого рейтинга удостоилась версия для PlayStation 5, составившего 81 балл на базе 66 обзоров профильных критиков: 52 положительных, 13 смешанных и 1 отрицательного. Издание игры для семейства консолей Xbox Series X/S получило аналогичную с PS4-версией оценку в 84 балла. Результат строился на 16 отзывах обозревателей, из которых 14 носили положительный характер, а 2 — смешанный. 82 балла составил рейтинг игры для PC на основе 25 мнений критиков: 21 положительного и 4 смешанных. Общий рейтинг True Colors на агрегаторе «Критиканство», подсчитываемый на основе рецензий русскоязычных изданий, составил 77 баллов из 100 на основе 17 обзоров: 13 положительных и 4 смешанных. По итогам полученных 77 баллов на «Критиканстве», Life is Strange: True Colors заняла 51 место в рейтинге лучших игр 2021 года агрегатора.

### Рецензии англоязычной прессы
Рецензентка Тейлор Лайлс, представляющая игровой сайт IGN, призналась, что True Colors первая Life is Strange со времён оригинальной игры, которая держала её эмоционально вовлечённой и уже в подзаголовке обзора назвала True Colors — вторую игру по франшизе Life is Strange от Deck Nine — лучшей в серии. По мнению Лайс, игра стала лучшей в серии благодаря хорошо прописанным основным и второстепенным персонажам, качественной детективной истории, каждый эпизод которой имеет хороший темп, конкретно обозначенную цель и достаточно интриги, а также тому, что вариативность выборов в диалогах добавляет глубины и комплексности и существенно влияет на развитие сюжета. Лайлс отметила, что хотела бы, чтобы трейлеры проекта не раскрывали в чём заключается суть «тайны» Хейвен-Спрингс, которую расследует Алекс. Сам Хейвен-Спрингс также удостоился положительных отзывов за живописные виды улиц города на фоне красочных цветов, бегущего ручья и заснеженных гор. Среди плюсов перечислялись и интересные сверхспособности Алекс, которые удачно дополняются возможностью героини считывать эмоции не только с людей, но и с вещей, и хорошая анимация, главным образом лицевая, благодаря которой персонажи выглядят живыми, а их реакции — достоверными. Более удачными у Deck Nine, в сравнении с работами Dontnod Entertainment, были названы и потенциальные романтические линии с Райаном и Стэф: Лайлс сравнивает, что в играх Dontnod, несмотря на наличие как женского, так и мужского любовного интереса, присутствовал определённый «акцент» на одного из персонажей, в то время как Deck Nine уделяет достаточно внимания как Райану, так и Стэф, из-за чего выбор игрока не кажется навязанным. Вынося вердикт, Лайлс сделала вывод что во всех аспектах, в которых проигрывала Dontnod, разработчики True Colors зарекомендовали себя с лучшей стороны, и выразила интерес в будущих играх серии Life is Strange от Deck Nine.

### Рецензии русскоязычной прессы
Вадим Елистратов, обозреватель сайта DTF, поделил обзор игры на две части: предварительный взгляд на первый эпизод до выхода True Colors и полный разбор всей игры, сделанный уже после релиза. Елистратов оценил завязку, назвав её сделанной «в лучших традициях Life is Strange», похвалил хорошо написанные тексты и отметил, что интерьеры стали более детальными, а музыка вновь играет существенную роль в повествовании. Одним из достоинств была названа улучшенная по сравнению с прошлыми частями серии анимация: «Теперь все движения и эмоции актёров захватывают с помощью мокапа, так что в этом плане франшиза ещё ближе подобралась к творчеству Quantic Dream. Уже только благодаря анимации Алекс Чен — самая реалистичная героиня вселенной LiS: у неё живые глаза, а мимика гармонирует с движениями тела. Но модели персонажей всё ещё упрощённые». Положительной оценки удостоилась и графика: качественный эффект глубины резкости, сложное освещение и рейтрейсинг на консолях нового поколения. Елистратов назвал True Colors близкой к фотореализму, и что от него игру отделяет только упрощённая стилизация моделей и текстур. Тем не менее, обозреватель не прошёл мимо недостатков улучшенной графики — нестабильный фреймрейт. Также слова разработчиков о том, что городок Хейвен-Спрингс — место действия True Colors — станет своеобразным «открытым миром», были названы преувеличением. В полной рецензии автор добавил, что определёнными плюсами проекта стали одновременный выход всех эпизодов, хороший саундтрек с лицензионными песнями, минимум социального комментария. К минусам Елистратов причислил слабую детективную составляющую, расследование которой в 15-часовой игре «занимает минут 20-30», слабый баланс между двумя потенциальными любовными интересами Алекс — «Один из двух потенциальных партнёров намного интереснее другого», а также слабое исполнение второго, третьего и четвёртого эпизодов, уступающих по качеству завязке и финалу. Подытоживая, Вадим Елистратов заявляет, что Life is Strange: True Colors — «первый релиз серии со времён оригинальной игры, который я могу рекомендовать всем фанатам».
Сергей Цилюрик, редактор ресурса «Игромания», положительно отметил местный аналог системы «социальной сети» из первой Life is Strange, назвав его «куда более живым, чем в первой части», и «отлично заполняющим промежутки в событиях между эпизодами». По мнению Цилюрика, жители Хейвен-Спрингс, а также потенциальные романтические партнёры Алекс, получились гораздо лучше и «симпатичнее» самой главной героини, оказавшейся безликой. Несмотря на это, редактор посетовал, что каждый из персонажей не раскрывается в должной мере, не цепляет и не западает в душу: «почти каждый персонаж остаётся героем одной истории и владельцем одной характерной привычки». Не прошёл мимо Цилюрик и продолжительности игры, назвав её стремительной и сравнив хронометраж пяти эпизодов True Colors с тремя эпизодами Before the Storm. Негативно была воспринята слабая вариативность и отсутствие «высоких ставок», из-за которых пропадает вовлечённость в процесс игры. По этой причине «True Colors воспринимается скорее как кино, а не как личное приключение, где многое поставлено на кон». Также не в положительном ключе было проведено сравнение сверхспособностей Алекс и главной героини оригинальной Life is Strange, Макс, — по мнению Цилюрика, способность к сверхэмпатии «не предлагает такой же изюминки для сюжета и геймплея», как способность отматывать время назад, и помимо прочего требует от игрока минимум действий и рассуждений. Сюжет также не удостоился похвал: безумно предсказуемый и наивный, с наиболее слабым финалом из всех игр серии и с «рук вон плохим» сюжетным поворотом, хоть и не настолько, чтобы испортить общее впечатление от игры. По итогу, True Colors была оценена в 3 балла из 5 возможных. «По иронии, игра про девушку, которая очень ярко переживает чужие эмоции, не вызывает особых эмоций у самого игрока», — вынес вердикт Сергей Цилюрик.
Денис Князев, критик издания «Канобу», благосклонно оценил новую часть серии, перечислив среди её достоинств вариативность с шестью концовками, правдоподобных персонажей, «живой и настоящий» мир игры и интерактивное окружение. Проработку игрового мира в контексте персонажей—жителей Хейвен-Спрингс Князев провёл на примере с другой игрой, Twin Mirror, созданной авторами оригинальной Life is Strange — французской студией Dontnod Entertainment. Если в первой, по мнению автора рецензии, персонажи предстают лишь как образы, на раскрытие которых у разработчиков не хватило игрового времени, то в True Colors жители маленького городка «жили полной жизнью задолго до того, как Алекс приехала к брату в Колорадо, и продолжают жить за кадром — в то время, пока героиня занимается своими делами». Положительно также было встречено появление старой героини Стеф, уже известной игрокам по Before the Storm. Говоря о раскрытии игрового мира и городка Хейвен-Спрингс, Князев отдельно выделил вымышленную социальную сеть «MyBlock», в которой переписываются жители городка. Критик посчитал, что этот элемент игрового процесса — «важная механика, создающая впечатление, что жители Хэйвен-Спрингс общаются не только с Алекс, но и между собой», отдельно отметив, что момент, когда героиня может найти старые, непрочитанные сообщения погибшего брата, стал удачным высказыванием на тему цифрового бессмертия. Проработка интерактивного окружения, по мнению Князева, в True Colors была сильно детализирована, а количество предметов, с которыми можно взаимодействовать, значительно возросло. «В новой Life is Strange интерактивные предметы не просто дают игроку дополнительную информацию здесь и сейчас — они дополняют общий сюжет, позволяют лучше понять персонажей, вызывают те самые эмоции, о которых говорил Зак Гэррисс, и наполняют дополнительным смыслом прошедшие и будущие события», — подводит итог Денис Князев, ставя True Colors 9 баллов из 10.
Никита Казимиров представляющий журнал «Мир фантастики» в целом положительно отнёсся к новому творению Deck Nine, назвав True Colors искренней, но «компактной и местами немного шероховатой игрой», все элементы которой, тем не менее, находятся в гармонии друг с другом. К плюсам был отнесён качественный, атмосферный и проработанный город Хейвен-Спрингс, хоть Казимиров и отметил его крошечность — «разработчики к тому же ограничили простор для исследования всего одной главной улицей». Персонажи были оценены сдержаннее: автор описал их как быстро запоминающихся, не вызывающих отторжения, но и с тем отметил, что особо выдающихся среди них нет. Тем не менее, быстрый выход из повествования некоторых интересных персонажей вызвал у Казимирова огорчение. «В итоге знакомства, которые потенциально могли повлиять на финал, заканчиваются ничем», — сетует критик. Похвалы удостоилась вариативность финала игры — шесть концовок вместо двух. Средняя оценка досталась диалогам, которые, по мнению Казимирова, вышли разными по качеству: от хорошо написанных до ощутимо слабых. Помимо этого порой «страдает и логика происходящего»: так, если игрок не сможет найти заранее или пропустит какой-то предмет, то существует возможность, что важный для сюжета диалог оборвётся «буквально на полуслове». Были отмечены старания Deck Nine разнообразить игровой процесс: так, вся третья глава выполнена в стилистике RPG — с битвами и поисками «лута»; также наличествуют моменты, где Алекс приходится «почувствовать себя детективом» в поисках компрометирующих улик на «Тайфон Майнинг» или где героине предлагается угадать название музыкального альбома по пяти вопросам. Под конец рецензии Никита Казимиров проводит параллель между True Colors и предыдущими частями серии: ранние игры, по мнению критика, возможно несколько «неуклюже», но «раскрывали целый ряд проблем жизни молодых людей в современном мире <…> говорили о том, что волнует общественность в конкретный период». True Colors же, в свою очередь, затрагивает «вечные» вопросы о подавлении собственных чувств и скрытии искренних эмоций.

### Реакция китайских игроков

Национальный флаг Тибета, официально запрещённый на территории Китая. При этом флаг остаётся символом правительства Тибета в изгнании

Сразу после выхода игры 10 сентября 2021 китайские игроки устроили акцию занижения пользовательских оценок в цифровом магазине Steam из-за факта наличия в игре тибетского флага. Сам флаг расценивается правительством Китая как символ независимости Тибета от Китая и, как следствие, сепаратизма, и по этой причине запрещён на территории Китая и самого Тибета. Обозначенный флаг в True Colors можно встретить рядом с вывеской «Сокровищ Тибета» — одного из магазинов на главной улице Хейвен-Спрингс. В комментариях с критикой встречались обвинения в продвижении идей сепаратизма в Китае, политизированности разработчиков, а также призывы скачивать пиратские копии True Colors и требования к создателям убрать флаг из игры. Некоторые отзывы содержали расистские и гомофобные комментарии, в частности обращавшие внимание на новые положения игровой ассоциации Китая, принятые примерно в одно время с выходом True Colors, согласно которым для получения лицензии на дистрибуцию видеоигры не должны содержать в себе персонажей нетрадиционной сексуальной ориентации и «женоподобных» героев мужского пола. В СМИ отмечалось, что большинство пользователей, оставивших негативный отзыв, провели в игре не более часа, а негативные отзывы других игроков стали получать поддержку среди китайских пользователей, отмечавших полезность таких обзоров, при этом другие игроки помечали отрицательные отзывы китайских игроков как «забавные». Некоторые издания высказали предположение что создатели могут выпустить патч, который исключит флаг Тибета из региональной версии проекта, однако в итоге ни студия-разработчик Deck Nine, ни правообладатель и издатель игры Square Enix никак не отреагировали на критику со стороны китайских игроков.

### Награды
| Год                    | Награда                                   | Категория                    | Результат                   | Ref                  |
| ---------------------- | ----------------------------------------- | ---------------------------- | --------------------------- | -------------------- |
| 2021                   |                                           |                              |                             |                      |
| Golden Joystick Awards | Лучшее повествование                      | Победа                       | [ 41 ] [ 42 ] [ 43 ] [ 44 ] |                      |
| Golden Joystick Awards | Лучшая актёрская игра                     | Номинация                    | [ 41 ] [ 42 ] [ 43 ] [ 44 ] |                      |
| The Game Awards        | Лучшее повествование                      | Номинация                    | [ 45 ] [ 46 ] [ 47 ] [ 48 ] |                      |
| The Game Awards        | Лучшая актёрская работа                   | Номинация                    | [ 45 ] [ 46 ] [ 47 ] [ 48 ] |                      |
| The Game Awards        | Лучшая игра, оказавшая наибольшее влияние | Победа                       | [ 45 ] [ 46 ] [ 47 ] [ 48 ] |                      |
| 2022                   | Game Developers Choice Awards             | Премия за социальное влияние | Ожидается                   | [ 49 ] [ 50 ] [ 51 ] |
| 2022                   | D.I.C.E. Awards                           | Лучший игровой персонаж      | Ожидается                   | [ 52 ] [ 53 ] [ 54 ] |
| 2022                   | 33rd GLAAD Media Awards                   | Выдающаяся видеоигра         | Ожидается                   | [ 55 ] [ 56 ]        |
| 2022                   | New York Game Awards                      | Лучший сценарий              | Победа                      | [ 57 ]               |